# Полетинци
Полетинци су село у општини Ћустендил у округу Ћустендил у југозападној Бугарској.